# Saint-Jean-lès-Longuyon
Saint-Jean-lès-Longuyon é uma comuna francesa na região administrativa de Grande Leste, no departamento de Meurthe-et-Moselle. Estende-se por uma área de 4,21 km². Em 2010 a comuna tinha 429 habitantes (densidade: 101,9 hab./km²).